# تمه‌فوس
تمه‌فوس (به انگلیسی: Temefos) یک ترکیب شیمیایی با شناسه پاب‌کم ۵۳۹۲ است. 